# Guntakolammanahalli, Challakere
Guntakolammanahalli là một làng thuộc tehsil Challakere, huyện Chitradurga, bang Karnataka, Ấn Độ.